# 레디 스테디 고!
《레디 스테디 고!》(Ready Steady Go!)는 1963년 8월 9일 리디퓨전 텔레비전에서 처음 제작되어 금요일 밤마다 영국 전역에서 방영된 텔레비전 프로그램이다. "주말은 여기서 시작된다"라는 캐치프레이즈를 내걸었다. 빌리 퓨리가 주요 출연자였던 제1회 쇼에서는 텔레비전 진행자 키스 포다이스와 패션모델 캐시 맥고언이 진행을 맡았다. 3년 반 동안 방영된 《레디 스테디 고!》는 1966년 12월 23일 막을 내렸다. 끝을 장식한 것은 그룹 후였지만, 프로그램 역사상 최다 시청률을 기록한 것은 비틀즈였다.
1980년대, 데이브 클라크 파이브의 데이브 클라크가 1960년대 영국 음악 프로그램과 녹음된 음원을 사들여 권리를 획득했다.

## 참고 문헌
- 브라이언, 사우널 (2014). 《The Beatles in 100 Objects》 [비틀즈 100]. 아트북스. ISBN 978-89-6196-172-1. 2017년 4월 25일에 확인함.